# أوريول روسيل
أوريول روسيل (بالإسبانية: Oriol Rosell) (7 يوليو 1992 ببويغريغ في إسبانيا - ) هو لاعب كرة قدم إسباني في مركز الوسط. شارك مع منتخب كاتالونيا لكرة القدم. أما مع النوادي، فقد لعب مع سبورتينغ كانساس سيتي وسبورتينغ لشبونة وفيتوريا دي غيماريش ونادي برشلونة ب ونادي برشلونة.

## روابط خارجية
- أوريول روسيل على موقع الدوري الأمريكي (الإنجليزية)
- أوريول روسيل على موقع قاعدة بيانات كرة القدم.إي يو (الإنجليزية)
- أوريول روسيل على موقع Soccerway.com (الإنجليزية)
- أوريول روسيل على موقع عالم كرة القدم.نت (الإنجليزية)
- أوريول روسيل على موقع AS.com (الإسبانية)